# Абул Абас ас-Сафах
Абул Абас Абдуллах ибн Мухаммад ас-Сафах (на арабски: أبو العباس عبد الله بن محمد السفّاح) е първият халиф на Абасидския халифат. Приема прозвището ас-Сафах („проливащ кръв“).
Роден е около 721 г. в семейството на Мухаммад ибн Али ибн Абдаллах, племенник на ислямския пророк Мохамед. Ас-Сафах е глава на един от клоновете на клана Бану Хашим и е правнук на влиятелния съратник и чичо на Мохамед Абас ибн Абд ал-Муталиб, родоначалник на Абасидите. След смъртта на халифа Хишам ибн Абд ал-Малик през 734 г. Абасидите водят гражданска война срещу Умаядите и им нанасят решително поражение в битката на Заб в началото на 750 г., след което Ас-Сафах се обявява за халиф.
Абул Абас ас-Сафах умира на 10 юни 754 г. от едра шарка и е наследен от брат си Абу Джафар ал-Мансур.